# قرار مجلس الأمن التابع للأمم المتحدة رقم 1985
قرار مجلس الأمن التابع للأمم المتحدة رقم 1985، الذي تم تبنيه بالإجماع في 10 يونيو 2011، بعد التذكير بالقرارات 825 (1993)، 1540 (2004)، 1695 (2006)، 1718 (2006)، 1874 (2009)، 1887 (2009) و1928 ( 2010) بشأن موضوعي كوريا الشمالية والأسلحة النووية، مدد المجلس ولاية لجنة الخبراء لمراقبة العقوبات ضد البلاد حتى 12 يونيو 2012.
وكانت الصين قد منعت إصدار التقرير السابق للجنة الخبراء بعد أن اتهمت اللجنة كوريا الشمالية بانتهاك العقوبات.

## أعمال
بموجب المادة 41 من الفصل السابع من ميثاق الأمم المتحدة، قام المجلس بتمديد ولاية لجنة الخبراء المنشأة بموجب القرار 1874 لمراقبة نظام العقوبات المعزز حديثًا ضد كوريا الشمالية والذي تم فرضه بعد إجراء تجربة نووية تحت الأرض في مايو 2009. طُلب من اللجنة تقديم تقرير بحلول 12 تشرين الثاني (نوفمبر) 2011 وتقرير ثانٍ قبل 30 يومًا من انتهاء تفويضها الحالي مع استنتاجاتها وتوصياتها.
أخيرًا، تم حث جميع الدول ووكالات الأمم المتحدة وغيرها على التعاون الكامل مع لجنة مجلس الأمن المنشأة بموجب القرار 1718 وفريق الخبراء.

## روابط خارجية
- نص القرار في undocs.org